# Alizée Poulicek
Alizée Poulicek (Uccle, 26 giugno 1987) è una modella belga, incoronata Miss Belgio 2008.
Il 14 luglio 2008 ha partecipato a Miss Universo 2008 a Nha Trang in veste di rappresentante ufficiale del Belgio, ma non è riuscita a classificarsi fra le prime quindici finaliste del concorso di bellezza. Nello stesso anno ha anche partecipato a Miss Mondo 2008 a Johannesburg, ma anche in questo caso non è riuscita a classificarsi.
Alizée Poulicek è in grado di parlare francese, inglese e ceco. Al momento dell'elezione non era in grado di parlare l'olandese, nonostante durante la scuola avesse ricevuto delle lezioni, dalla modella giudicate, di qualità ridicolamente bassa. Tale commento ha generato molte polemiche relative al sistema scolastico nelle Fiandre.
Successivamente, la modella belga ha intrapreso la carriera di modella professionista, grazie ai contratti ottenuti da varie agenzie di moda internazionali, oltre che la carriera televisiva. Da gennaio 2009 infatti Alizee Poulicek lavora come presentatore per il canale TV RSCA, dove presenta una trasmissione sportiva con Gilles de Bilde e da maggio 2010 conduce una rubrica di "video su richiesta" per il canale VOO.

## Agenzie
- Dominique Models
- Czechoslovak Models
- Selection Model Management
- MGM Models - Düsseldorf